# Aéroport de Koufra
L'aéroport de Kufra (code IATA : AKF • code OACI : HLKF) est un aéroport desservant Al Jawf, capitale du district de Kufra, dans le sud-est de la Libye. L'aéroport est situé juste à l'est de la ville.

## Histoire
L'aéroport de Kufra a été construit dans les années 1930 par les Italiens. Il était alors dénommé aérodrome de Buma. Au début de la Seconde Guerre mondiale, il est un maillon essentiel de la liaison aérienne qui relie l'Italie à l'Afrique orientale italienne (Éthiopie, Érythrée et Somalie italienne). Il est pris par les unités françaises libres du général Leclerc le 1er mars 1941 en même temps que l'oasis de Koufra.[réf. nécessaire]
En avril 1942, un détachement de l'escadron 16 de l'armée de l'air sud-africaine comprenant trois bombardiers Bristol Blenheim reçoit l'ordre de se rendre à Koufra pour renforcer les défenses aériennes de la garnison. Le matin du 4 mai 1942, les trois avions décollent pour une mission de familiarisation avec la région. Ils se perdent et atterrissent à environ 150 kilomètres au nord-est de Koufra. Une tempête de sable met en échec les équipes de recherche au sol et aériennes, et, lorsque les avions en perditions sont  localisés le 11 mai, un seul des 12 membres d'équipage est encore en vie.
Le 26 août 2008, un Boeing 737 soudanais détourné a atterri à l'aéroport de Koufra après avoir décollé de l'aéroport de Nyala, au Darfour, à destination de Khartoum. Auparavant, les autorités égyptiennes avaient refusé que l'avion atterrisse dans leur capitale nationale, Le Caire.
Libyan Airlines a exploité un service bi-hebdomadaire au départ de Benghazi avec des Boeing 727-200 pendant au moins dix ans avant sa suspension en 2004. Pendant quelques années, avant la révolution libyenne, Tibesti Airlines (rebaptisée plus tard Air Libya) a exploité un service bihebdomadaire Benghazi - Koufra - Khartoum avec un avion British Aerospace 146 de location. Air Libya a également opéré un vol direct hebdomadaire intermittent vers Tripoli avec un Boeing 727-200.
En juillet 2013, Libyan Airlines a relancé la ligne de Benghazi, suspendue neuf ans plus tôt. Au cours du même mois, un contrat de 2010 avec la société italienne Salini Costruttori pour moderniser la piste et les voies de circulation de l'aéroport (mis en suspens en raison de la guerre civile de 2011) a été réactivé, les travaux devant durer 20 mois.

## Situation
| \| 50 km1:5 038 000 \| Zintan El Beïda Benghazi Ghadamès Ghardabiya Ghat Koufra Misrata Tripoli · Mitiga Sebha Tobrouk Ubari Tripoli |
| 50 km1:5 038 000 |

## Compagnies aériennes et destinations
| Compagnies        | Destinations                    |
| ----------------- | ------------------------------- |
| Libyan Airlines   | Benghazi-Benina, Tripoli-Mitiga |
| Afriqiyah Airways | Benghazi-Benina, Tripoli-Mitiga |

Actuakisé le 16/11/2023